# Копиткове
Копитко́ве — село в Україні, у Здолбунівській міській громаді Рівненського району Рівненської області. Населення становить 717 осіб.
Неподалік від села розташований ботанічний заказник «Колобанки».
14 серпня 1943 року село було спалене нацистськими окупантами.

## Історія
У 1906 році село Здовбицької волості Острозького повіту Волинської губернії. Відстань від повітового міста 20 верст, від волості 9. Дворів 59, мешканців 306.
Відповідно до Розпорядження Кабінету Міністрів України від 12 червня 2020 року № 722-р «Про визначення адміністративних центрів та затвердження територій територіальних громад Рівненської області» увійшло до складу Здолбунівської міської громади.

## Населення
Згідно з переписом УРСР 1989 року чисельність наявного населення села становила 593 особи, з яких 270 чоловіків та 323 жінки.
За переписом населення України 2001 року в селі мешкало 707 осіб.

### Мова
Розподіл населення за рідною мовою за даними перепису 2001 року:
| Мова       | Відсоток |
| ---------- | -------- |
| українська | 99,58 %  |
| російська  | 0,42 %   |

## Галерея

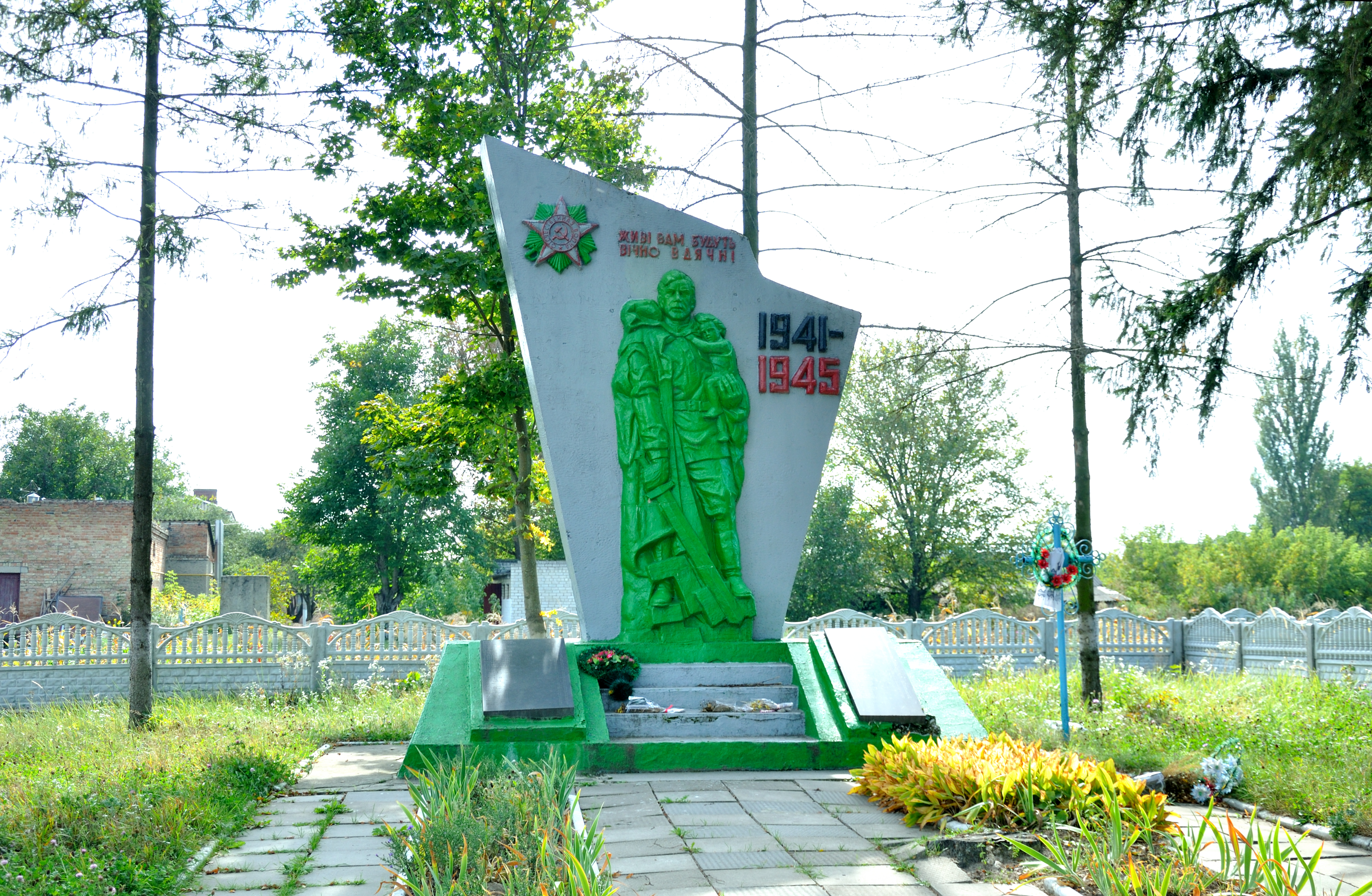
Пам'ятник воїнам-землякам
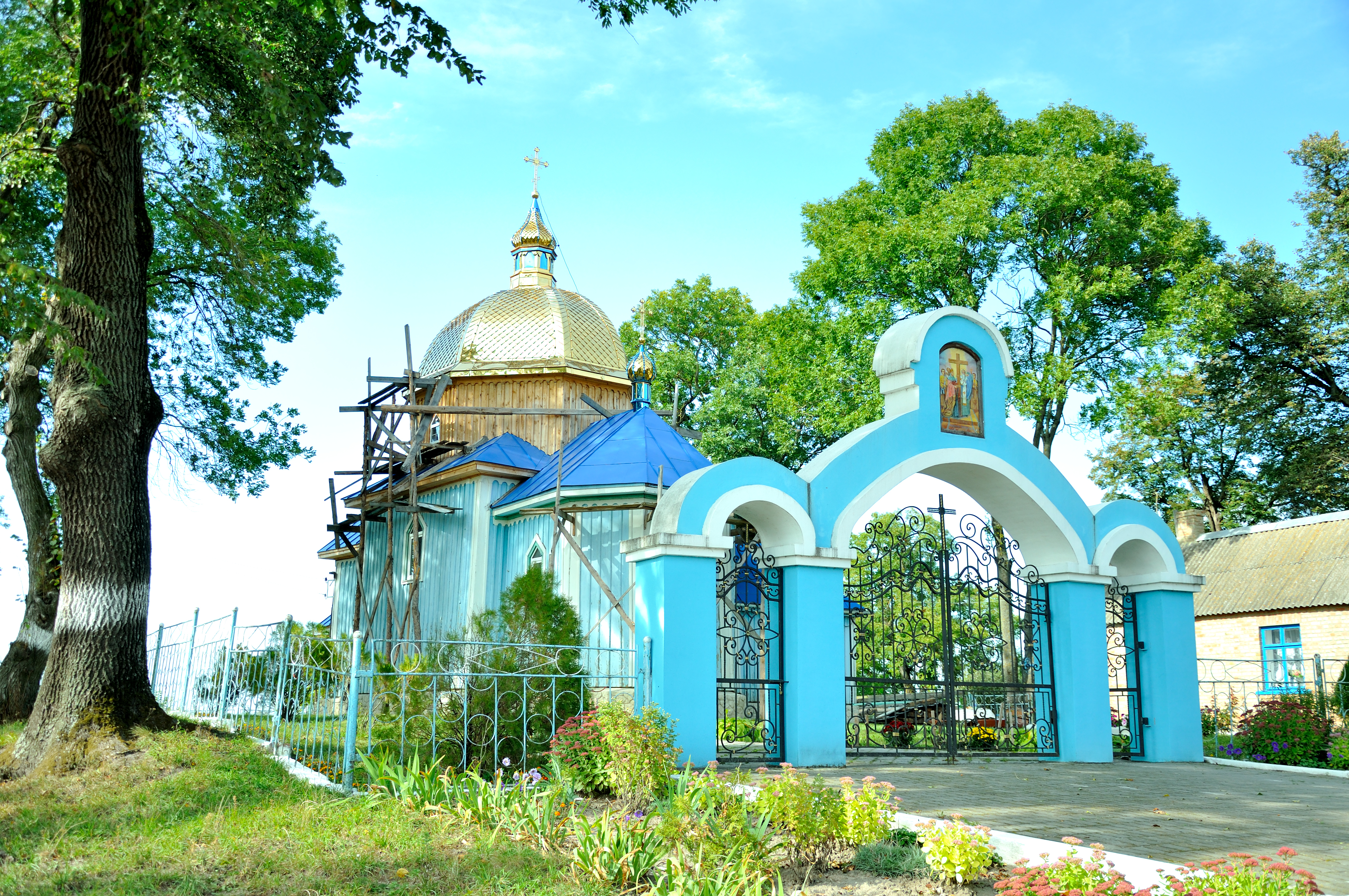
Хрестовоздвиженська церква (дер.)
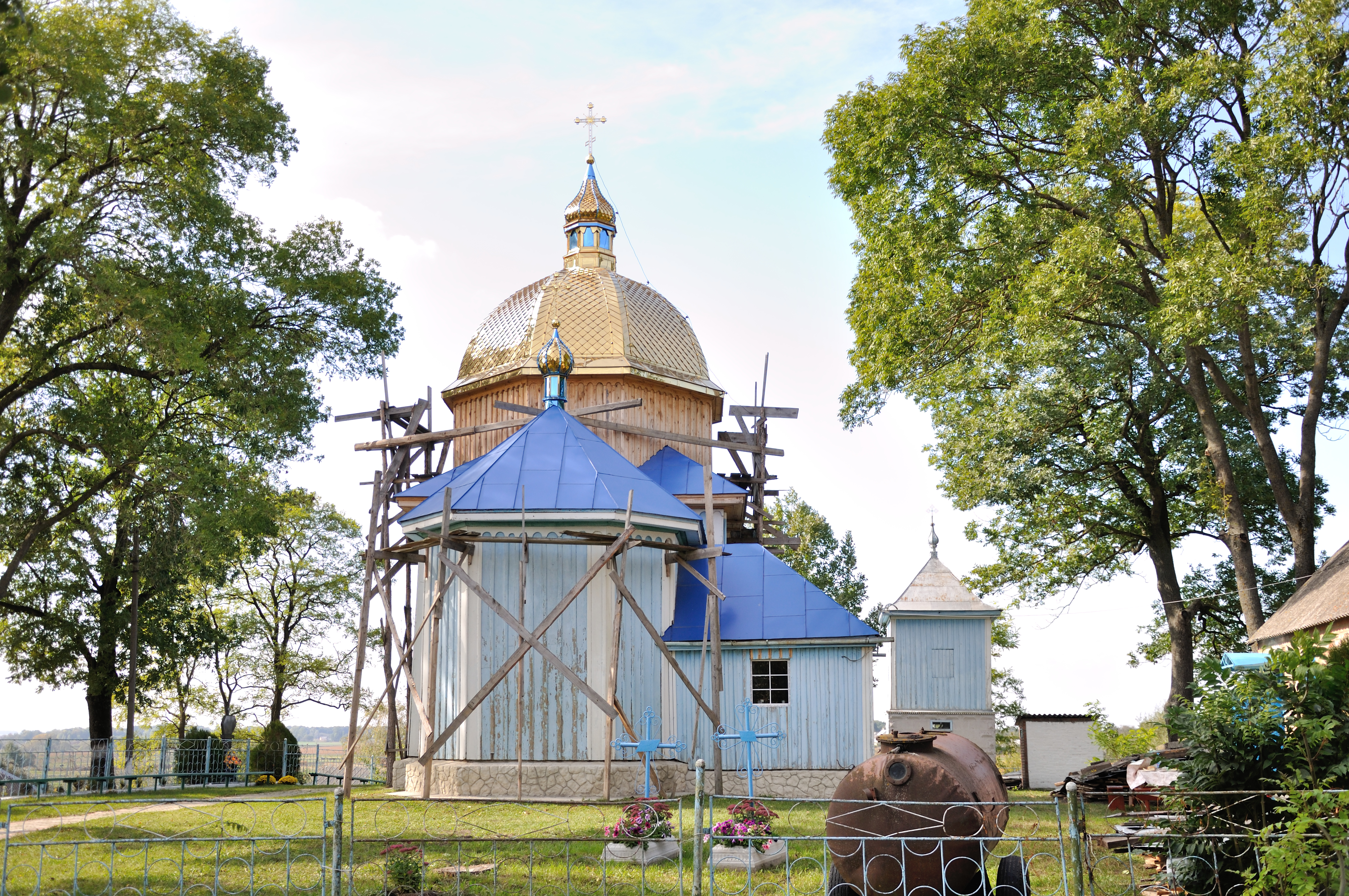
Хрестовоздвиженська церква (дер.)

## Постаті
- Місюра Олександр Юрійович (1996—2023) — старший лейтенант збройних сил України, учасник російсько-української війни.